# Émile Allais
Émile Allais (25. února 1912 Megève – 17. října 2012 Sallanches) byl francouzský reprezentant v alpském lyžování. 
Byl synem pekaře, od dětství lyžoval a provázel turisty v Alpách. Stal se průkopníkem nového sjezdařského stylu nazvaného École du Ski Français, zabýval se také vývojem aerodynamického oblečení. Na mistrovství světa v alpském lyžování 1935 obsadil druhé místo ve sjezdu a v kombinaci. V roce 1936 vyhrál sjezd na trati Arlberg-Kandahar. Zúčastnil se premiéry sjezdového lyžování na olympijských hrách v roce 1936 a získal bronzovou medaili v alpské kombinaci, když skončil třetí ve slalomu a čtvrtý ve sjezdu. Na domácím mistrovství světa v alpském lyžování 1937 v Chamonix vyhrál jako první muž v historii všechny tři disciplíny. Na MS 1938 vyhrál kombinaci a byl druhý ve sjezdu i ve slalomu, poté ukončil závodní činnost.
Za druhé světové války sloužil u alpských myslivců. Spolu s Étiennem Livacicem jako první sjeli na lyžích horu Dôme du Goûter. Pracoval jako vývojář lyží pro firmu Rossignol a učitel na École nationale des sports de montagne. Trénoval lyžařské reprezentace USA a Kanady, navrhoval sjezdovky ve Squaw Valley a Portillu, byl technickým ředitelem závodiště Courchevel. Byl mu udělen Řád čestné legie a cena Gloire du sport, je po něm pojmenována střední škola v Megève. Lyžování se věnoval do vysokého věku, v roce 2005 převzal v Senátu cenu za zásluhy o francouzské lyžování.
Jeho dcera Kathleen Allaisová reprezentovala Francii v jízdě v boulích na Zimních olympijských hrách 2002.   